# 温俊武
温俊武（1978年2月23日—），广州人，曾经是中国职业足球运动员，但是21岁时因涉嫌参与赌博被足球界除名。2008年11月，他因犯故意杀人罪被判处死刑，缓期两年执行。

## 俱乐部生涯
温俊武身高1.68米，1996年进入进入了广州太阳神一队，1997年因代表广东队在全运会上的出色表现而名声大噪，并成为太阳神的主力球员，被视为彭伟国的接班人。但是1998年底因涉嫌参与赌博，被俱乐部重新下放回二队，之后被挂牌但是无人问津。不久后温俊武离开球队，从此告别职业足坛。

## 退役后生活
此后数年内，温俊武经常被与赌博和毒品联系起来。2007年6月，他持刀在广州市区当街刺杀一与其有债务关系的男子。2008年11月，他被广东省广州市中级人民法院以故意杀人罪判处死刑缓期两年执行，再次成为新闻人物。